# ポケットモンスター 4コマ大百科
『ポケモン4コマ大百科』（ポケモンよんコマだいひゃっか）は、やましたたかひろによる日本の4コマ漫画作品。テレビゲーム『ポケットモンスター』を題材としている。

## 概要
ポケモンの能力や習性、体形等の特徴を極端にデフォルメしたネタが特徴。
現時点では各ソフトの図鑑及び『笑辞典』『ギャグスターズ』『4コマギャグ図鑑』が存在する。
『小学三年生』（1997年年6月号が初出）、以降『小学一年生』、『小学二年生』、『小学四年生』、『小学五年生』、『てれびくん』で連載され、現在は『コロコロイチバン!』で連載中である。
赤緑青版と笑辞典の時点では人間キャラが中心だったが、金銀版ではポケモン中心の4コマが増え始め、以降はポケモン中心が基本になっていった。

## 登場キャラクター

### 人間キャラ
オーキド博士

ポケモン研究者。
レッド
赤緑青版及び笑辞典の時点での中心キャラ。ゲーム『赤・緑・青・ピカチュウ』バージョンの主人公がモデル。金銀編にも複数回出演している。
ライバル
レッドとよくポケモンバトルをしているトレーナー。ゲーム『赤・緑・青・ピカチュウ』バージョンのライバルがモデル。
マサキ
関西弁のポケモンマニア。手持ちのイーブイとその進化系にお笑いを仕込んでいる。レッドやライバルとは友人同士。
ダジャリーナ
『笑辞典』のおまけコーナーにゲスト出演している謎の人物。肩書きは「ダジャレ好きギャル」。
ジムリーダー

赤緑青版』のラストのコーナーに登場。一部のジムリーダーは他の4コマにも登場している。

### ポケモン
基本的には全てのポケモンが出演するが、ここではこの漫画オリジナルの設定を持つ主なポケモンを紹介する。なお、4コマ漫画の性質上、回によって設定が異なるポケモンもいる。なお、大半のポケモンは自分の名前の一部を言葉の最後につける癖を持っている。
主役ポケモンは各世代の御三家で、その中から陽気でボケと突っ込みがこなせそうな御三家がメイン主人公に選ばれる。その為、クール系や天然系の御三家はメイン主人公に選ばれない。それから御三家はチコリータ以外は♂であり、原作で女性的な御三家であるフォッコやアシマリやニャオハも本作では♂設定である。
番号は全国図鑑に準ずる。
№001：フシギダネ
フシギバナの影響か、目が丸く描かれる事が多い。目を飛び出させる特技を持つ。
№004： ヒトカゲ
熱血漢。劇などでは主役をやることが多いが、極度の上がり症である。
№007：ゼニガメ
最初のポケモンの中でも特にメインキャラになる事が多く、以降のシリーズでも長々と登場している。語尾に「です」をつける癖がある。
№008：カメール
TV番組のレポーターをやっている。語尾に「ですよ」をつける癖がある。
№009：カメックス
語尾に「ですぞ」をつける癖がある。
№017：ピジョン
ピジョットと共に郵便屋をしている。
№018：ピジョット
ピジョンと共に郵便屋をしている。
№025：ピカチュウ
メインキャラとして登場する事が多い。金銀編以降は出番が減少している。
№027：サンド
丸い体で転がるという特徴を生かしたネタが多い。
№029：ニドラン♀
ニドラン一家の次女。
№030：ニドリーナ
ニドラン一家の長女。母親の作るアップルパイが好き。
№031：ニドクイン
ニドラン一家の母親。体重を利用したアップルパイ作りが得意。
№032：ニドラン♂
ニドラン一家の次男。サッカー選手に憧れていた。
№033：ニドリーノ
ニドラン一家の長男。
№034：ニドキング
ニドラン一家の父親。サラリーマン。
№037：ロコン
尻尾絡みのネタが多い。
№039：プリン
相手を眠らせる歌が得意。体型を気にしている。
№042：ゴルバット
大きく開いた口に風が吹き込んで、体が後方に袋状に膨らんでしまうことが多い。
№052：ニャース
小銭に目が無い。紙幣よりも小銭の方が好き。
№057：オコリザル
短気で怒りっぽい。ドーブルが連載している漫画雑誌の編集者。「コラ」が口癖。
№062：ニョロボン
警官。町の交番に勤務している。
№070：ウツドン
ミロカロスのマネージャー。
№079：ヤドン
いつもボーッとしているポケモン。動作が異様にノロい。頭にカビが生えた事がある。
№083：カモネギ
剣の道に生きる侍。正義感が強く真面目一徹な性格だが、少々天然ボケ。
№087：ジュゴン
寒い駄洒落が好きなポケモン。その駄洒落の寒さは言った瞬間吹雪が起きるほど。本人曰く「あしかポケモンだから寒くても平気」。ギャグを言った後の「なんちて、キャハハハハ」が口癖。
№097：スリーパー
ドーブルのアシスタント。
№098：クラブ
自慢のはさみを生かし、散髪屋を営んでいる。
№099：キングラー
自慢のはさみを生かし、建物解体業を営んでいる。
№101：マルマイン
ショックを受けると爆発する。
№104：カラカラ
寂しがりやで友達がいない。何とか友達を作ろうとするが失敗する事が多い。
№105：ガラガラ
凄腕のスナイパー。骨ブーメランの腕は百発百中らしい。
№106：サワムラー
格闘家でエビワラーのライバル。
№107：エビワラー
ボクサー。しかし勝負はじゃんけんが多く、グーしか出せない。サワムラーのライバル。
№116：タッツー
ドーブルのアシスタント。
№124：ルージュラ
常に美しさと恋人を求めているポケモン。非常に強引な性格で美しさと恋人のためなら手段を選ばない。常にオスポケモンに猛アタックしているが、彼らからは恐怖と嫌悪感を抱かれている。恋愛には敏感でノズパスカップルの橋渡しをした事もある。ノズ子とは友人同士。また、彼女のウインクはなぜかビルの窓ガラスを全て破壊するほどの威力がある。
№125：エレブー
電気が大好物のポケモン。弁当は電池。
№126：ブーバー
かくれんぼをした時に炎の中に隠れたところ、誰も見つけてくれなかった。
№133：イーブイ
自分の進化系3体とよく共演する。その際は主にリーダー格になる事が多い。
№134：シャワーズ
イーブイ、サンダース、ブースターとよくセットで登場する。水に溶ける事ができるが、便所に迷い込んだり雑巾を洗われたりとろくな目に会わない。
№135：サンダース
イーブイ、シャワーズ、ブースターとよくセットで登場する。普段はポケモン作品では珍しく、毛が逆立っていない。
№136：ブースター
イーブイ、サンダース、シャワーズとよくセットで登場する。
№143：カビゴン
大食いでどんな物でも食べる。重くて大きい。ゴンベ登場以降は大食いポジションを譲っており、肥満体を活かしたエピソードが多くなった。
№146：ファイヤー
語尾に「ぞよ」をつける癖がある。
№150：ミュウツー
自称悪のポケモン。様々な悪戯や嫌がらせを行っているが、失敗する事が多い。
№151：ミュウ
幻のポケモンだが普通に登場する。何でも覚えられるので頭はいい。特技は姿を見せない事（要は物陰に隠れる事）だが、弁当に釣られて出てくることも。
№158：ワニノコ
歴代最初の3匹の中ではやや口調が乱暴。言葉の最後に「ウガ」をつける癖がある。体育会系。
№192：キマワリ
やたらと明るいポケモン一のお祭り野郎。暗くなるとすぐに寝てしまう（なお、サングラスでも寝る）。
№194：ウパー
体がぬるぬるしている。そのため細かい物が体にくっついたり、掴んだ時に滑ったりする。
№195：ヌオー
いつもボーッとしているポケモン。動作が異様にのろい。ヤドンと仲がいい。
№196：エーフィ
占い師。
№198：ヤミカラス
見たものは不幸になると言われるポケモンだが、鏡やガラスに映った自分の姿を見て自分が災難に遭うことが多い。
№199：ヤドキング
天才的な頭脳を持ち、様々な事を瞬時に考える事ができる。しかし、考えるだけで何もしないため役に立った事がない。天然ボケ。
№202：ソーナンス
いつも我慢しているポケモン。我慢する必要の無い事まで我慢する。
№215：ニューラ
女怪盗。ニャースと宝の取り合いになることも。
№217：リングマ
穴に入るとつい冬眠してしまう癖がある。春が来ても冬眠していることが多い。
№225：デリバード
クリスマスネタでの出番が多い。
№235：ドーブル
漫画家。トキワシティのトキワシティ荘に住む。締め切りに悩まされている。
№237：カポエラー
いつも回っているポケモン。その回転を利用してレコードが聴けるらしい。
№246：ヨーギラス
土が大好物でココドラとセットで扱われる事が多い。彼（彼女）が土を食べた形跡がナスカの地上絵になったとかならないとか。
№243：ジュプトル
大工をしている。
№244：ジュカイン
庭師をしている。
№255：アチャモ
ゼニガメと共にメインに来る事が多い。
№258：ミズゴロウ
時々店を経営している。たいていはうどん屋だが、カレー屋を経営した回もあった。
№259：ヌマクロー
天才粘土芸術家。極度のうっかり者。雑誌連載を持っている（担当はオコリザル）。
№263：ジグザグマ
ジグザグした形が好きなポケモン。
№264：マッスグマ
まっすぐな形が好きなポケモン。
№265：ケムッソ
いつも枕扱いされている。
№278：キャモメ
一年中旅をしている。
№280：ラルトス
3姉妹の三女。
№281：キルリア
3姉妹の次女。真面目。
№282：サーナイト
3姉妹の長女。少しズレた感覚の持ち主。
№283：アメタマ
喫茶店「カフェアメタマ」の店主。
№285：キノココ
興奮すると頭から胞子が噴出す。
№287：ナマケロ
怠け者。常に地面に寝転がって動かない。
№288：ヤルキモノ
やる気が満ち溢れすぎているポケモン。どんな事でもやりたがり、積極的に飛び込むが、やりすぎになる事が多い。
№289：ケッキング
怠け者。リンゴの木の下に寝そべってリンゴが落ちてくるのを待っているが、口に落ちたリンゴを咀嚼することすら面倒臭がる。
№291：テッカニン
忍者。ヌケニンの師匠。
№292：ヌケニン
見習い忍者。抜け殻だけに少々ぬけている。
№293：ゴニョニョ
声がとても小さく、聞き取るのは非常に困難。
№294：ドゴーム
声が必要以上にやかましいポケモン。大声で物体を吹き飛ばす事もできる。
№299：ノズパス
暑苦しいほどのラブラブカップル。♂の名前はパス男で♀の名前はノズ子。ノズ子の友人だったルージュラの助けで付き合い始める。お互いの手が触れると自分達だけの世界に入る癖がある（なお、その癖は無関係なポケモン相手でも発動する）。
№301：エネコロロ
お金持ちのお嬢様。
№304：ココドラ
鉄片が大好物でヨーギラスとセットで扱われる事が多い。
№311：プラスル
いつもプラス思考のポケモン。
№312：マイナン
いつもマイナス思考で、プラスルとセットで扱われる事が多い。
№316：ゴクリン
カビゴンに匹敵する大食い。
№317：マルノーム
有名なグルメ評論家だが悪食。
№318：キバニア
サメハダーの部下。馬鹿。
№319：サメハダー
海のギャング「サメキバ団」の首領。部下はキバニア一匹。
№320：ホエルコ
海の警察官。まとも。
№321：ホエルオー
海の警察署長。大らかでのんびり屋。
№322：ドンメル
呑気者。
№323：バクーダ
怒りっぽい。興奮すると背中が噴火する。
№325：バネブー
常に跳ねている謎の多いポケモン。いつも無表情で、何を考えているのかがよくわからない。
№326：ブーピッグ
天才的な手品師。
№327：パッチール
どんな時でもふらふらしているポケモン。
№333：チルット
非常に綺麗好きで、いつも掃除をしている。
№334：チルタリス
遊覧飛行をやっている。
№335：ザングース
ハブネークの永遠のライバル。意外と優しい。
№336：ハブネーク
ザングースの永遠のライバル。
№337：ルナトーン
ソルロックとお笑いコンビをやっている。月にちなんだギャグが得意だが、あまりウケない。
№338：ソルロック
ルナトーンとお笑いコンビをやっている。太陽にちなんだギャグが得意だが、あまりウケない。
№341：ヘイガニ
シザリガーの部下。キバニアと同じくらい馬鹿。
№342：シザリガー
サメキバ団のライバル「シザガニ団」の首領。部下はヘイガニ一匹。
№350：ミロカロス
美しい大スター。貧乏だったヒンバス時代の名残で極度の貧乏性。
№351：ポワルン
気象予報士。天気によって性格が変わる。
№353：カゲボウズ
些細な事でも恨みをつのらせる。「うらみま〜す〜」が口癖。
№362：オニゴーリ
氷の芸術家で自称ヌマクローのライバル。作品は同レベル。
№369：ジーランス
凄い高齢のポケモン。耳が遠く少しボケている。「とんでもねえ、あたしゃジーランスだよ」が口癖。
№384：レックウザ
伝説のポケモンだが、ずぼらで、その住処はかなり汚い。
№385：ジラーチ
一度寝ると1000年は起きない。その設定関連のネタが多数あるため複数存在しているらしい。
№396：ムックル
いつも群れで行動するポケモン。ちょっとした事でも群れ全体が行動するため、収拾がつかなくなる事が多い。
№403：コリンク
気まずい雰囲気になると体を光らせて逃げ出す。
№404：ルクシオ
電気で相手に感情を伝えるポケモン。相手が痺れても気にしない。
№407：ロズレイド
美しい物を守るために戦っているポケモン。美しくない物には見向きもしない。
№414：ガーメイル
ミツハニーやビークインの蜜を狙っているポケモン。しかし相手のボケに対してノリツッコミをする癖があり、いつもその隙に逃げられてしまう。
№415：ミツハニー
3匹のポケモンが1匹にまとまっている。1匹だけで会話が成立するため、周囲のポケモンそっちのけで話が進む。
№416：ビークイン
無表情でマイペース。年齢を気にしている。
№418：ブイゼル
海の救助隊のメンバー。凄い速さで泳げるが止まれない。
№419：フローゼル
海の救助隊のリーダー。
№423：トリトドン
骨が無くグニャグニャのポケモン。どんな重さのものにもすぐにつぶれる。
№430：ドンカラス
ヤミカラスで構成された「ブラック団」のボス。
№431：ニャルマー
とてもきまぐれなポケモン。普段はおしとやかだが、些細なことですぐに怒る。
№432：ブニャット
関西弁でしゃべるおばはん。やたらと厚かましく、他人の体にさえも平気で住み着く。
№434：スカンプー
気合いを入れるとお尻から臭い液体を出してしまう癖がある。
№436：ドーミラー
丸くて平べったい体をよくネタにされる。
№437：ドータクン
体の空洞をよくネタにされる。
№440：ピンプク
丸い物に異常に執着心を持っている。丸い物を触れた時の「ああああ、まるい〜♡」が口癖。
№446：ゴンベ
進化後のカビゴン同様大食いで何でも食べるが、体重は重くない。
№449：ヒポポタス
砂の汗をかくポケモン。その汗で動けなくなることが多い。
№458：タマンタ
海の救助隊のメンバー。優雅に泳ぐため速度は遅い。
№459：ユキカブリ
アイス屋を経営している。
№461：マニューラ
モデルをしている。扇形の頭はよくネタにされる。
№480：ユクシー
目を合わせた相手の記憶を消す能力を持つ。よく他2匹（アグノムとエムリット）の語りに余計な茶々を入れてはエムリットに追い掛け回されている。
№481：エムリット
ツッコミ役（対象は主にユクシー）。
№490：マナフィ
頭の触角がよくネタにされる。
№495：ツタージャ
自分からボケることはほとんどない。しっぽの葉っぱだけで彼だと分かるため、ずっこけていることも多い。
№498：ポカブ
チョロネコにハートを奪われ、よく追いかけ回している。
№501：ミジュマル
毎回、ツッコミ役とボケ役のどちらもする。
№507：ハーデリア
手伝いが大好きなポケモン。最上級の塩を求めて世界中を旅していた。
№509：チョロネコ
ハートを奪われたポカブによく追い掛け回されている。
№524：ダンゴロ
気づかない場所に座って、相手を転ばせる事が多い。
№540：クルミル
ハハコモリのはっぱ服洋服店で働いている。未熟者。
№541：クルマユ
ハハコモリのはっぱ服洋服店で働いている。寒がりで、こたつや布団を作る。
№542：ハハコモリ
はっぱ服洋服店のオーナーで、ファッションデザイナー。
№549：ドレディア
人気のファッションモデル。
№562：デスマス
昔の記憶が残っており、プロトーガに貸した10円を返してもらおうとしている。
№564：プロトーガ
化石から蘇ったポケモンで、デスマスに借りた10円を返すのをごまかそうとしている。
№574：ゴチム
ポカブとセットで登場することが多い。チョロネコを追い回すポカブにヤキモチを焼いていた。
№578：ダブラン
甘党の脳と辛党の脳を持ち、ケーキにカレーを混ぜた料理を作る。
№598：ナットレイ
トゲの触手を使い、遊園地でバイトをしている。
№609：シャンデラ
クリーニング屋をしている。意外と繁盛しているらしい。
№617：アギルダー
軽い身のこなしを活かして、忍者をしている。
№623：ゴルーグ
ピンチのポケモンを助けに来てくれるが、すぐには止まれない。
№629：バルチャイ
少しイジワルなポケモン。ゴチムがポカブにヤキモチを焼いていた事を大声で言いふらす。
№677：ニャスパー
能面面をネタにされるポケモン。
№722：モクロー
サン・ムーン編ではアシマリのお供のような立ち位置で、それほどセリフを発さずにずっこけるなどのリアクションでエピソードを盛り上げる。
№725：ニャビー
サン・ムーン編ではアシマリがボケに回った時のツッコミ役を演じるポケモンとしての性質が強い。炎御三家では珍しくクールな性格である。
№728：アシマリ
サン・ムーン編の主人公的存在。一人称は「オイラ」。比較的ツッコミ役が多い。ゲームやアニメではアシマリ系統は♀設定が多いが（ククイ博士、ウルトラサン・ウルトラムーンでハウが使用するアシレーヌは♀個体）、本作では珍しく♂である（同じ事はフォッコにも言える。なお、別個体のオシャマリとアシレーヌは♀である）。

## シリーズ4コマ
設定につながりのある複数の4コマの事。なお、各シリーズタイトルは金銀版の特別コーナーの名前から。他のシリーズや本編と関連する事も多いため、ここではシリーズ4コマ特有の設定を持つキャラのみ紹介する。

### カモネギざむらいが行く

#### 概要
カモネギが主人公のシリーズ。初出は『笑辞典』。舞台や衣装等が江戸時代風なのが特徴。1回だけのゲストキャラが多いため総登場人物数（本編のキャラとほぼ共通しているキャラは除く）は一番多い。

#### 登場人物
カモネギの助
剣豪。真面目で正義感が強いが天然ボケ。ネギ剣の使い手。一時道場を開いていた事がある。名前が「カモネギの介」になっていた事もある（ここでは「カモネギの助に統一」）。
トランセルの進
侍。『かたくなる』を使う。自力で動けないため攻めは苦手。メタモン編で再登場する。
ピッピ
本名不明。カブトプスに追いかけられていた。
カブトプス
本名不明。ピッピを追いかけていた悪人。
ルージュラ
本名不明。カモネギの助に果たし状（実はラブレター）を送りつける。
キュウコン奥方
900年前に殺された父の敵を追い続けている奥方。カモネギの助を敵と勘違いする。その後も敵探しを続けているらしく、コイルザムライ編で再登場する。
オムナイト奥方
200万年前に殺された夫の敵を追い続けている奥方。カモネギの助を敵と勘違いする。江戸時代にどうやって化石から復活したのかは不明。
メタモン
本名不明。江戸っ子口調でしゃべる。
プリン
団子屋の娘。団子体型。メタモン編で再登場する。
カイロス
本名不明。団子屋に殴りこんだならず者。カモネギの助に成敗される。
カビゴンざむらい
侍。刀まで食べる大食漢。
ねずみ小僧ニャース
泥棒。なぜかカモネギの助に戦いを挑んできた。お金が落ちる音に弱い。
ホーホーざえもん
侍。朝に弱い。
イトマルざむらい
侍。「じっと待つ剣」の使い手。
トゲピーざむらい
侍（?）。舌足らずでしゃべる。怖がり。
グランブルざむらい
侍。顔は怖いが尖端恐怖症。
ハネッコざむらい
侍。すぐ風で飛ばされる。
スリーパーざむらい
侍。催眠術を操る。
ウツ・ドン兵衛
侍。溶解液で相手の刀を溶かす。コイルザムライ編で再登場する。
ゴー・ストの進
侍。真剣白刃取りの使い手。
ベトベターざむらい
侍。ヘドロ状の体のため刀によるダメージを受けない。ただし刀もヘドロ状。
コイルザムライ
侍。刀を集めるのが趣味。
ヒトデマン忍者
忍者。自ら手裏剣となって突撃するヒトデマン流忍術の使い手。
テッポウオ
ガンマン。みずでっぽうの早撃ちが得意。
ヒメグマざむらい
侍（?）。アイスキャンデーが武器。
ミュウざむらい
侍。特技は姿をみせない事。黒魔城編で黒魔城四天王の1人として再登場する。
オニドリルざむらい
侍。嘴が刀代わり。
デリバードざむらい
侍（?）。カモネギの助に刀を届けに来た。
ソーナンスざむらい
侍。勝負まで我慢する。
ポリゴン２ざむらい
侍。どんな早い太刀筋も見える様にプログラムされている。しかし避ける事まではプログラムされていない。
キマワリざむらい
侍。いつも明るい。
カラカラざむらい
侍（?）。友達を欲しがっている。
ホーホー
家老。ホーホーざむらいと同様に朝に弱い。
ゴルダックざむらい
侍。黒魔城の堀の中に潜んでいる。
ブラッキーざむらい
侍。黒魔城四天王の1人。暗闇の中では見えない。
キリンリキざむらい
侍。黒魔城四天王の1人。首が長く、刀を構えると頭が天井を突き破る。
ジュゴンざむらい
侍（?）。黒魔城四天王の1人。本編同様寒いしゃれが好き。
ルージュラ姫
黒魔城の姫。婿を探している。上記のルージュラとの関連は不明。
クロバット忍者
忍者。音を立てないで動く事ができる。
ヨーギラスざむらい
侍。カモネギの助に弟子入りしようとした。
ミュウツーざむらい
侍。カモネギの助の寝込みを襲おうとした。
クラブざむらい
侍（?）。散髪をしている。
門下生
ネギ剣道場の門下生。本編のキャラと基本的に同じ。
バンギラス
道場破り。ネギ剣道場に殴り込んできた。
ヒポポタスざむらい
侍。勝負の前によく自分の砂の汗で動けなくなる。
ズガイドスざむらい
侍。超ロング竹刀が武器だが、むしろ頭突きの方が武器だったりする。
ピンプクざむらい
侍。竹刀を丸く動かすのが得意。
トリトドンざむらい
侍。やっぱり自分の竹刀の重さにつぶれてしまう。
ドゴームざむらい
侍。自分の大声で竹刀を折る。

### ポケモン4コマ学園

#### 概要
ポケモン達が通う学校を舞台にした4コマ。初出は『笑辞典』。本編の世界観と比較的近く、これをメインにした連載シリーズも存在する。現在は『コロコロイチバン!』にて連載中。教師役は、各世代の御三家の一進化系が務める事が多い（チャオブー、フクスロー、バチンキー）。また、世界観の都合上、四足歩行のポケモン（特に御三家）も二足歩行の体型になっていたり、水中でしか生きられない魚ポケモンなども陸上にいたりと、設定が改変されている。

#### 登場人物

##### 教師
フーディン（〜DP）
チャオブー（BW）
ヌメルゴン（XY）
フクスロー（SM）
バチンキー（剣盾）
パーモット（SV)

##### 校長
キュウコン（〜金銀）
ジーランス（RS〜DP）
ダストダス（BW）
カエンジシ♂（XY）
ジジーロン（SM）
バリコオル（剣盾）

##### 主な生徒
（～DP編）
ヒコザル
ゼニガメ
ナエトル
ポッチャマ
ジュゴン
（BW編）
ポカブ（主人公）
ミジュマル
ツタージャ
クマシュン
ヤブクロン
（XY編）
フォッコ（主人公）
ケロマツ
ハリマロン
ヌメラ
ルチャブル
ペロッパフ
ペロリーム
ヤドン
ジュゴン
ルージュラ
（SM編）
モクロー
ニャビー
アシマリ（主人公）
（剣盾編）
サルノリ（主人公）
ヒバニー
メッソン
（SV編）
ニャオハ
ホゲータ
クワッス

### ニャースでSHOW

#### 概要
怪盗ニャースが主人公のシリーズ。初出は『金銀版』。怪盗としての活動の他に、ニャースの日常を描いた4コマも含まれる。ギャグスターズでは『怪盗ニャースとニューラ』というタイトルで描かれた。

#### 登場人物
ニャース
TV番組の司会者。その正体は怪盗ニャース。紙幣より小銭が好き。
ニューラ
怪盗。ニャースとは腐れ縁。
スターミー警部
警部。怪盗ニャースを追い続けている。
ヤドキング
警察署長。本編のキャラと基本的に同じ。
警官達
ポケモン署の警察官。基本的に本編のキャラと同じ。

### ヤドン & ヌオー

#### 概要
ヤドンとヌオーを主人公にしたシリーズ。初出は『笑辞典』（ただし、当時はまだヌオーが存在していなかったため、ヤドン単独での登場だった）。各4コマ間の繋がりは特に無い。

#### 登場人物
ヤドン
動きがとても遅い主人公その1。
ヌオー
動きがとても遅い主人公その2。

### アローラまんが ぶらりアローラギャグの旅

#### 概要
公式サイト『ポケモンだいすきクラブ』のイチオシ特集「ポケモンだいすき!アローラ観光ガイド」から、アローラ地方を舞台にした描き下ろし漫画。2016年12月26日からポケモン公式チャンネルYouTubeにて朗読漫画として配信されており、声は全てタムタムが担当。

#### 登場人物
モクロー、ニャビー、アシマリ
本作の主人公で、アローラ地方の観光客。3匹の中でセリフが多いのはアシマリ。
アローラナッシー
アローラ地方のガイド。首が長すぎるため、よくぶつかる。
ドロバンコ
観光客を運ぶ役。しかし泥が好きすぎるため、ぬかるみに飛び込む。泥水で作った温泉がお気に入り。
シロデスナ
ビーチのガイド。ビーチ用のグッズもすべて砂。従来は「すなのしろポケモン」だが、「しろのすなポケモン」と読み間違えられている。
ツツケラ
島巡りの観光船の船長。船を突いて出向の合図を送るが、突きすぎて船底に穴をあけてしまう。
アローラベトベター
汚いものが大好きで、お土産はアローラ名物を詰め込めて腐らせた生ゴミ。
ヤレユータン
木の上で瞑想をしている。考えているほとんどがダジャレである。お土産はアローラ名物めいソーダ味のめいそうめん。
アローラロコン
アローラ地方の雪で覆われた鉱山のガイド。口からマイナス50度の息を吐くため、説明しようとするとその場にいた相手を凍らせてしまう。